# Phalaenopsis floresensis
Espèce
Phalaenopsis floresensis est une espèce d'orchidées du genre Phalaenopsis.